# Adalbert Zafirov
Adalbert Ivanov Zafirov (Bulgaars: Адалберт Иванов Зафиров) (Sofia, 29 september 1969) was een Bulgaars voetballer en voetbalcoach. Hij heeft gespeeld bij Lokomotiv Gorna Orjachovitsa, FK Lokomotiv 1929 Sofia, CSKA Sofia, DSC Arminia Bielefeld, 1. FC Union Berlin, Tsjerno More Varna, Anagennisi Dherynia, FK Velbazjd Kjoestendil en FC Hebar Pazardzhik.

## Loopbaan
Zafirov maakte zijn debuut in Bulgarije in 1992 en Hij heeft 6 wedstrijden gespeeld. Hij maakte deel uit van de selectie voor het voetbaltoernooi op de Wereldkampioenschap 1998.
Zafirov werd eind september 2012 aangesteld als hoofdcoach van Cherno More Varna, na het ontslag van Stefan Genov.
Eind december 2014 werd Zafirov de manager van Botev Vratsa maar nam ontslag op 27 april 2015.

## Privéleven
Zafirov is zoon van voormalige profvoetballer Ivan Zafirov. 
Zafirov broers is ook een profvoetballers Martin Zafirov en Ivaylo Zafirov.